# Дакир, Йонас
Йонас Дакир (родился 18 апреля 1997 года) — датский футболист, играющий на позиции вратаря за «Хобро».

## Биография
Дакир перешёл в «Раннерс» после того, как его отчислили из «Мидтьюлланна». В сезоне 2016/2017 он трижды выходил на замену в основном составе «Раннерса», а в конце сезона подписал свой первый профессиональный контракт с клубом, став третьим вратарём основного состава. Он также дебютировал в основном составе в Кубке Дании по футболу.
Когда Раннерс продал Фредерика Дуэ в начале 2019 года, и после его ухода он стал основным игроком. 
27 октября 2019 года Дакир дебютировал в Датской Суперлиге. 
1 августа 2022 года Дакир перешёл в Датский первый дивизион «Хиллерёд». После конца сезона в «Хиллерде Дакир подписал контракт с Сённерйюск 31 мая 2023 года перед сезоном 2023-2024, связав себя с клубом на три года.
25 июля 2024 года «Хобро» подтвердил, что Дакир присоединился к клубу по контракту до июня 2027 года.